# روي متحدة
روي متحدة (3 يوليو 1940 -) (بالفارسية: روی متحده) هو أستاذ التاريخ في جامعة هارفرد ومدير برنامج الأمير الوليد بن طلال للدراسات الإسلامية.

## حياته ونشأته
ولد في نيويورك في 3 يوليو 1940م وحصل على شهادة البكالوريوس في التاريخ من جامعة هارفرد العام 1960م. درس الفارسية والعربية في جامعة كمبريدج 1961 - 1962م ونال شهادة الدكتوراه في التاريخ من جامعة هارفرد العام 1970 والتحق بدائرة التاريخ في الجامعة نفسها أستاذاً للتاريخ الإسلامي منذ العام 1986.

## مؤلفاته
1. الولاء والبراء في مجتمع إسلامي قديم
2. الحروب الصليبية في المنظور البيزنطي والإسلامي
3. دروس في التشريع الإسلامي

لديه العشرات من الدراسات والمقالات المنشورة في الدوريات والمجلات المتخصصة. ومن كتبه «بردة النبي» والذي ترجمه إلى العربية الدكتور رضوان السيد وصدر عن دار المدار الإسلامي. الكتاب اعتبر واحداً من أفضل 75 كتاباً صدر بالإنجليزية عن العوالم غير الغربية في القرن العشرين، من قبل مجلة فورين أفيرز ويتحدث فيه عن العلاقة بين الدين والسياسة في إيران.